# Kris Thomas (rugby à XV)
Pour les articles homonymes, voir Thomas (nom de famille).
Pour le footballeur gallois, voir Kris Thomas.
 (octobre 2024).
Pas d'image ? Cliquez ici

a Compétitions nationales et continentales officielles uniquement.

b Matchs officiels uniquement.
Kris Thomas, née le 1er juillet 1993 à Philadelphie (États-Unis), est une joueuse internationale américaine de rugby à XV et internationale de rugby à sept évoluant aux postes d'ailier à XV et de talonneur ou pilier à sept.

## Biographie
Kris Thomas naît le 1er juillet 1993 à Philadelphie aux États-Unis. En 2024, elle est sous contrat avec l'équipe des États-Unis de rugby à sept.
Elle cumule, à la fin de l'été 2024, 11 sélections en équipe des États-Unis de rugby à XV quand elle est retenue pour le WXV au Canada.